# Õru (község)
Õru község község, észt nyelven: Õru vald) Valgamaa megye középső részén. A községet Agu Kabrits polgármester vezeti. A község lakossága 2017. január elsején 556 fő volt, amely 104,6 km²-es területét tekintve 4,4 fő/km² népsűrűséget jelent.

## Közigazgatási beosztás

### Városi község
- Õru

### Falvak
Õru község területéhez 8 falu tartozik: .

## Fordítás
Ez a szócikk részben vagy egészben  a(z)   Õru vald című észt Wikipédia-szócikk ezen változatának fordításán alapul.  Az eredeti cikk szerkesztőit annak laptörténete sorolja fel. Ez a jelzés csupán a megfogalmazás eredetét és a szerzői jogokat jelzi, nem szolgál a cikkben szereplő információk forrásmegjelöléseként.